# پونچیک
پونچیک با نامِ اصلی پونچیکی (pączki؛ ‎/ˈpoʊntʃki/‎؛ Polish: [ˈpɔ̃tʂkʲi] ()) نوعی دونات مغزپُر لهستانی است.
پونچیک، خمیری گرد است که درونش کِرِم شیرین یا مربا دارد و در درونِ روغن پخته می‌شود و معمولاً با شکر قنادی، یخ‌چینه، یا خلال پرتقال خشک پوشانده می‌شود. در نوع سنتی آن، گاهی مقداری اندکی عرق دوآتشه به خمیرش پیش از پختن، اضافه می‌گردد و باعث می‌شود که روغن به عمقِ خمیر نفوذ نکند. پونچیک باید قوامی نرم و شکننده داشته باشد و یک نوارِ روشن به دورش باشد که نشان‌دهندهٔ تازه‌بودنِ روغنی است که در آن پخته شده است.
خمیر پونچیک حاوی تخم‌مرغ، روغن، شکر، مخمر و گاهی شیر است. انواع مختلفی از میوه و کِرِم برای پُر کردن درون این خمیر به‌کار می‌رود و رویش با شکر قنادی تزئین می‌شود. کِرِم‌های سنتی لهستانی که برای پونچیک به‌کار می‌رود، مربای آلو و مربای برگ نسترن است؛ اما امروزه از مارمالاد توت‌فرنگی، زغال‌اخته آبی، تمشک، سیب، کرم باواروآ و کاستارد هم استفاده می‌شود.
پونچیک دست‌کم از قرون وسطی در لهستان شناخته شده بود است. بنا بر نظرِ مورخ لهستانی یندژی کیتوویچ، در دوران حکومت آگوست سوم لهستان و تحت تأثیر آشپزهای فرانسوی که به لهستان آمده بودند، کیفیت خمیر پونچیک بهبود یافت و این پیراشکی سبک‌تر، و قوامی اسفنجی اما مقاوم یافت.

## روز پونچیک
| یکشنبه                     | دوشنبه   | سه‌شنبه                   | چهارشنبه        | پنجشنبه چاق (تووستی چُفارتک) | جمعه | شنبه |
| یکشنبه                     | دوشنبه   | سه‌شنبهٔ چاق (روز پونچیکی) | چهارشنبه خاکستر | پنجشنبه                     | جمعه | شنبه |
| \| کارناوال \| چله روزه \| |          |                          |                 |                             |      |      |
| کارناوال                   | چله روزه |                          |                 |                             |      |      |

در لهستان، پونچیک را در پنجشنبه چاق (Tłusty Czwartek) می‌خورند که آخرین پنجشنبه پیش از چهارشنبه خاکستر و آغاز چله روزه است. دلیل سنتی پخت پونچیک در این روز، آن بود که می‌بایست تمامی چربی، شکر، تخم‌مرغ‌ها و میوه در منزل به‌مصرف رسیده و تمام شود؛ چرا که مصرف آنها طی ایام روزه‌داری مسیحی در فصل «چله روزه» ممنوع بود.
در ایالات متحده آمریکا این سنت قدیمی توسط لهستانی‌های دور از وطن به‌خصوص در شهرهای شیکاگو، دیترویت، میلواکی، سینسیناتی، تولیدو، کلیولند، فیلادلفیا، پیتسبرگ، نیوجرسی و شیکوپی در سه شنبهٔ چاق و گاهی مجدداً در پنجشنبه چاق (در شیکاگو) اجرا می‌شود.

## نگارخانه

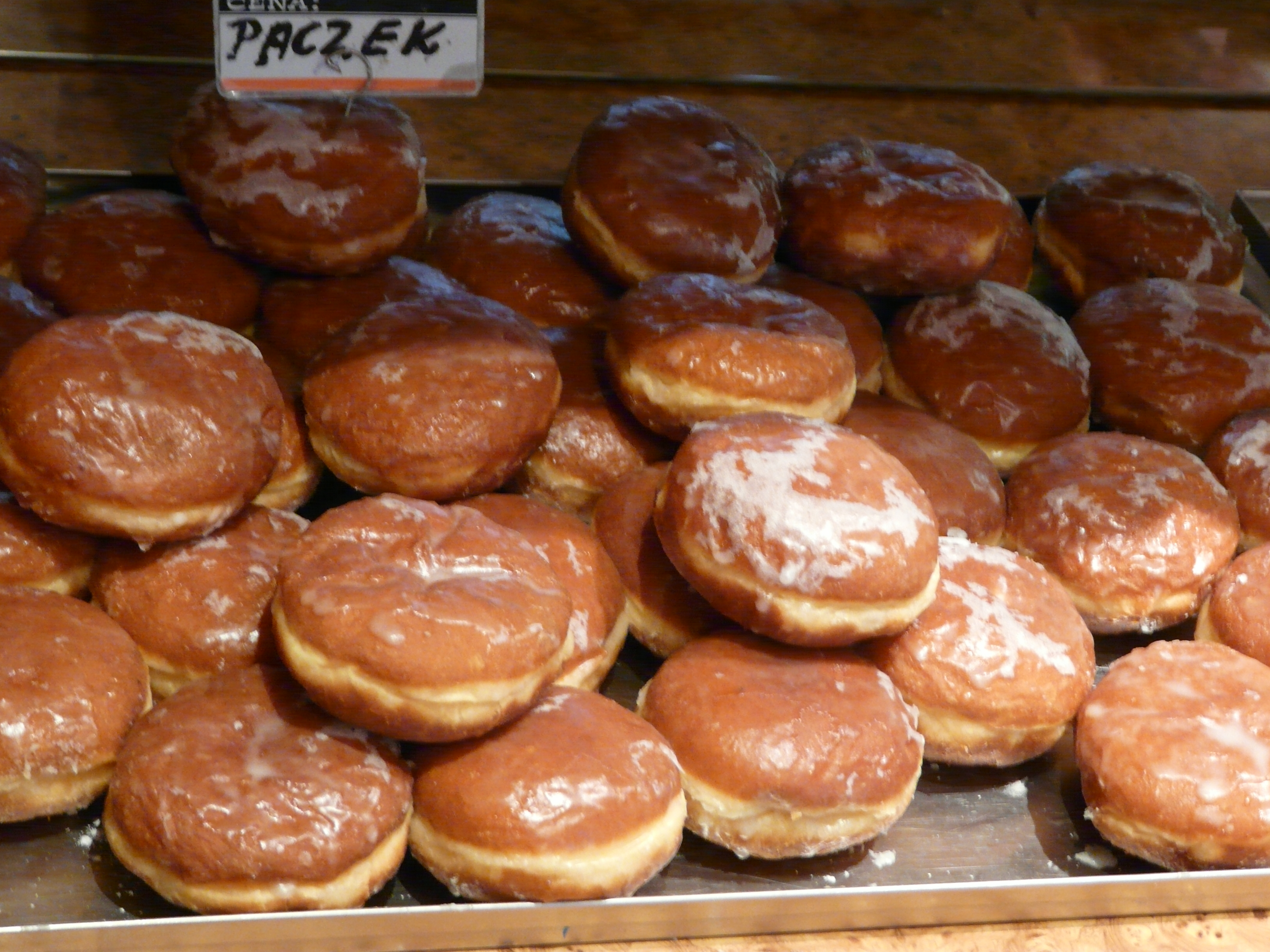
پونچیک در ویترین مغازه
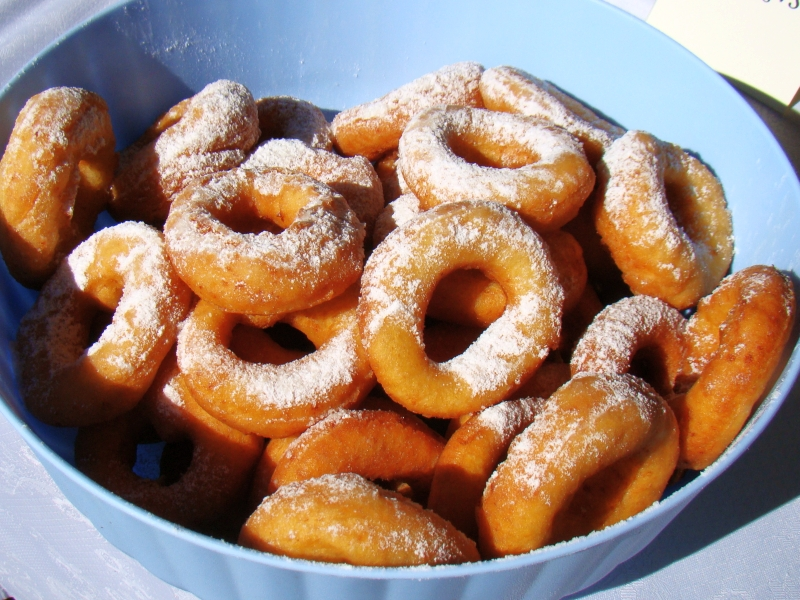
پونچیک سنتی یا اوپونکی
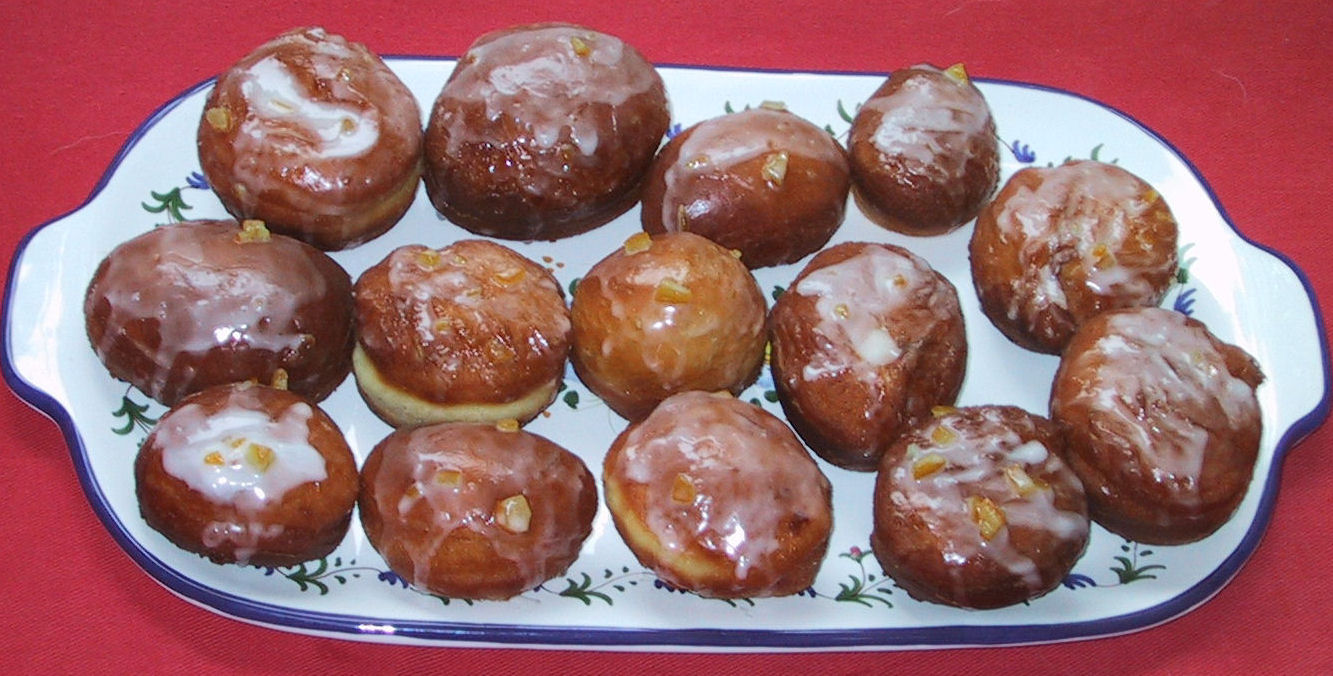
پونچیک خانکی لعاب‌دار با شیرهٔ شکر
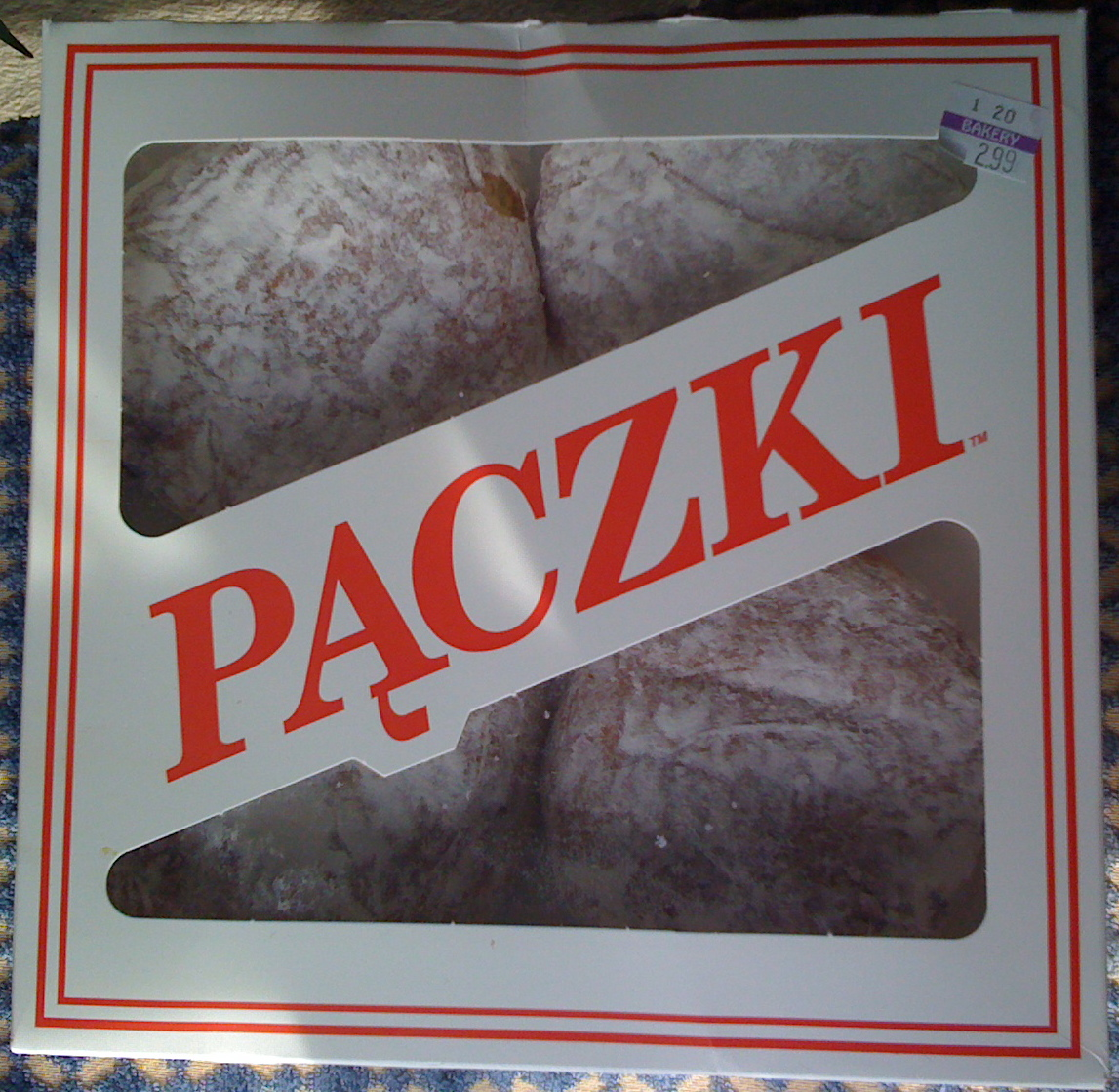
پونچیک آمریکایی